# 개물통이
개물통이는 쐐기풀과의 한해살이풀로서 주로 산지의 음습지에서 자란다. 높이는 40cm로 가지를 많이 치며 짧고 굽은 털이 밀생한다. 잎은 어긋나고 긴 잎자루가 있으며, 막질이고 넓은 난형이다. 꽃은 8월에 녹색으로 피고 취산꽃차례로 잎겨드랑이에서 꽃이삭이 나오며 작은 꽃이 달린다. 포(苞)는 선형이다. 수꽃은 꽃받침이 3~4개이고 수술은 3~4개이며, 암꽃의 꽃받침은 통꼴로 4갈래이고 열매를 둘러싼다. 어린잎을 나물로 먹기도 하며 한국에서는 주로 함경도에 분포한다.